# Fences (film)
Fences är en amerikansk dramafilm från 2016, regisserad av Denzel Washington och skriven av August Wilson, baserad på hans pjäs med samma namn. Wilson dog 2005 men hann göra ett filmmanus före sin död. I filmen medverkar Denzel Washington, Viola Davis, Stephen Henderson, Jovan Adepo, Russell Hornsby, Mykelti Williamson och Saniyya Sidney. Filmen hade biopremiär i USA den 16 december 2016.
Vid Oscarsgalan 2017 belönades filmen med en Oscar för Bästa kvinnliga biroll till Viola Davis. Filmen var även nominerad för Bästa film, Bästa manliga huvudroll till Washington, och Bästa manus efter förlaga. Vid Golden Globe-galan 2017 belönades Davis med en Golden Globe för Bästa kvinnliga biroll. Washington var nominerad för Bästa manliga huvudroll (drama). Vid BAFTA-galan 2017 belönades Davis med en BAFTA Award för Bästa kvinnliga biroll.

## Handling
Filmen utspelar sig i Pittsburgh under 1950-talet. Troy Maxson bor med sin fru Rose och sin son Cory och arbetar som sopåkare med sin bästa polare Jim Bono. Troy tar hand om sin familj, medan han konfronterar de tidigare händelserna i sitt liv. Spänningar börjar uppstå i hans närvaro.

## Rollista
| Denzel Washington  | – Troy Maxson     |
| Viola Davis        | – Rose Lee Maxson |
| Stephen Henderson  | – Jim Bono        |
| Jovan Adepo        | – Cory Maxson     |
| Russell Hornsby    | – Lyons Maxson    |
| Mykelti Williamson | – Gabriel Maxson  |
| Saniyya Sidney     | – Raynell Maxson  |

## Mottagande
Fences möttes mestadels av positiva recensioner av kritiker. På Rotten Tomatoes har filmen ett medelbetyg på 93%, baserad på 211 recensioner, och ett genomsnittsbetyg på 7,7 av 10. På Metacritic har filmen genomsnittsbetyget 79 av 100, baserad på 48 recensioner.

## Utmärkelser
| Priser och nomineringar    | Priser och nomineringar          | Priser och nomineringar                    | Priser och nomineringar | Priser och nomineringar |
| Utmärkelse                 | Kategori                         | Mottagare                                  | Resultat                |                         |
| -------------------------- | -------------------------------- | ------------------------------------------ | ----------------------- | ----------------------- |
| Oscar                      | Bästa kvinnliga biroll           | Viola Davis                                | Vann                    |                         |
| Oscar                      | Bästa film                       | Scott Rudin, Denzel Washington, Todd Black | Nominerad               |                         |
| Oscar                      | Bästa manliga huvudroll          | Denzel Washington                          | Nominerad               |                         |
| Oscar                      | Bästa manus efter förlaga        | August Wilson                              | Nominerad               |                         |
| Golden Globes              | Bästa kvinnliga biroll           | Viola Davis                                | Vann                    |                         |
| Golden Globes              | Bästa manliga huvudroll (drama)  | Denzel Washington                          | Nominerad               |                         |
| BAFTA Awards               | Bästa kvinnliga biroll           | Viola Davis                                | Vann                    |                         |
| Screen Actors Guild Awards | Bästa manliga huvudroll          | Denzel Washington                          | Vann                    |                         |
| Screen Actors Guild Awards | Bästa kvinnliga biroll           | Viola Davis                                | Vann                    |                         |
| Screen Actors Guild Awards | Bästa ensemble i en film         |                                            | Nominerad               |                         |
| Critics' Choice Awards     | Bästa kvinnliga biroll           | Viola Davis                                | Vann                    |                         |
| Critics' Choice Awards     | Bästa film                       |                                            | Nominerad               |                         |
| Critics' Choice Awards     | Bästa regissör                   | Denzel Washington                          | Nominerad               |                         |
| Critics' Choice Awards     | Bästa manliga skådespelare       | Denzel Washington                          | Nominerad               |                         |
| Critics' Choice Awards     | Bästa ensemble                   |                                            | Nominerad               |                         |
| Critics' Choice Awards     | Bästa manus efter förlaga        | August Wilson                              | Nominerad               |                         |
| Satellite Awards           | Bästa film                       |                                            | Nominerad               |                         |
| Satellite Awards           | Bästa regissör                   | Denzel Washington                          | Nominerad               |                         |
| Satellite Awards           | Bästa manliga huvudroll          | Denzel Washington                          | Nominerad               |                         |
| Satellite Awards           | Bästa kvinnliga biroll i en film | Viola Davis                                | Nominerad               |                         |